# Roberto Di Matteo
Roberto Di Matteo (* 29. Mai 1970 in Schaffhausen, Schweiz) ist ein ehemaliger italienisch-schweizerischerFußballspieler und heutiger Fußballtrainer. Als Spieler war er zunächst von 1988 bis 1993 in seinem Geburtsland, der Schweiz, aktiv und gewann 1993 mit dem FC Aarau die Meisterschaft. Nach drei Jahren bei Lazio Rom spielte er von 1996 bis 2002 für den FC Chelsea, mit dem er zweimal den FA Cup gewann und 1998 Europapokalsieger der Pokalsieger wurde.
2008 begann Di Matteo in England eine Laufbahn als Trainer, zunächst unterhalb der Premier League, und kehrte schließlich 2011 zu Chelsea zurück. Im März 2012 wurde der vorige Trainerassistent übergangsweise Cheftrainer des FC Chelsea und führte diesen innerhalb von drei Monaten zum größten Triumph seiner bisherigen Vereinsgeschichte, dem Gewinn der UEFA Champions League. Von Oktober 2014 bis Mai 2015 war Di Matteo Cheftrainer des FC Schalke 04, später trainierte er für kurze Zeit Aston Villa.

## Herkunft und Jugendjahre
Roberto Di Matteo wuchs als Kind italienischer Gastarbeiter im schweizerischen Schaffhausen auf. Der Vater arbeitete als Kranführer, die Mutter war Hausfrau. Di Matteo, der eine blinde Schwester hat, ging in Schaffhausen zur Schule und fiel bereits in der Schüler-Fußballmannschaft Speedy Gonzalez und danach bei den Junioren des FC Schaffhausen als hervorragender Spieler und strategischer Denker auf.

## Spielerkarriere

### Vereine in der Schweiz und Lazio Rom
Mit 18 Jahren erhielt Di Matteo einen Profivertrag beim FC Schaffhausen, bei dem er u. a. mit Joachim Löw zusammen spielte. Nach einem Jahr wechselte er zum FC Zürich und ein weiteres Jahr später zum FC Aarau, der von Rolf Fringer trainiert wurde. Fringer, der selbst noch mit Di Matteo in Schaffhausen zusammen gespielt hatte, schulte ihn vom Mittelfeldspieler zum Innenverteidiger und zum Libero um. Di Matteo gewann mit Aarau die Schweizer Meisterschaft. Aufgrund dieser Erfolge wurden ausländische Vereine auf ihn aufmerksam, im April 1992 nahm er beim deutschen Bundesligisten Hamburger SV an einem Probetraining teil. Nach einer Saison in Aarau wechselte er 1993 für rund 1,7 Mio. Euro in die Serie A zu Lazio Rom, wo er u. a. auf Thomas Doll und Paul Gascoigne traf. Bei Lazio absolvierte er bis 1996 87 Partien.

### FC Chelsea
Seine erfolgreichste Zeit hatte der Mittelfeldspieler beim englischen Klub FC Chelsea, zu dem er 1996 für 5,5 Mio. wechselte. Zunächst wurde er von Ruud Gullit trainiert, die nächsten Jahre von den Italienern Gianluca Vialli (1998–2000) und Claudio Ranieri. Er gewann mit Chelsea zweimal den FA Cup, 1998 den League Cup und im gleichen Jahr den Europapokal der Pokalsieger sowie den UEFA Super Cup. Di Matteo bestritt 175 Spiele für die Londoner und erzielte in dieser Zeit 26 Tore.
Nach einer schweren Beinverletzung im September 2000 im UEFA-Pokal-Spiel gegen den FC St. Gallen beendete er im Februar 2002 seine aktive Spielerkarriere. Daraufhin betätigte er sich zunächst als Fußballexperte für Fernsehsender in der Schweiz und in England und erwarb mehrere Trainerlizenzen.

### Nationalmannschaft
Di Matteo trug zwischen November 1994 und Juni 1998 34-mal das Trikot der italienischen Nationalelf. Hierbei erzielte er zwei Tore. Di Matteo spielte mit Italien bei der Fußball-Europameisterschaft 1996 in England und bei der Fußball-Weltmeisterschaft 1998 in Frankreich.

### Erfolge als Spieler

#### FC Aarau
- Schweizer Meister: 1992/93

#### FC Chelsea
- FA Cup: 1996/97, 1999/2000
- League Cup: 1997/98
- Europapokal der Pokalsieger: 1997/98
- UEFA Super Cup: 1998
- FA Community Shield: 2000

## Trainerkarriere

### West Bromwich Albion
Im August 2008 wurde Di Matteo Trainer beim englischen Klub Milton Keynes Dons, der in der dritthöchsten englischen Liga spielte. Nach einer insgesamt positiv verlaufenen Saison, fast wäre der Aufstieg in die zweitklassige Football League Championship gelungen, verließ er den Klub Richtung West Midlands zu West Bromwich Albion. Dort unterschrieb er zunächst für ein Jahr und stieg in seiner ersten Saison durch den zweiten Rang in der Football League Championship hinter Newcastle United direkt in die Premier League auf. Nach einem vielversprechenden Saisonstart (u. a. Wahl zum Trainer des Monats September 2010) wurde er am 6. Februar 2011 nach nur einem Sieg in zehn Spielen entlassen.

### FC Chelsea
Zur Saison 2011/12 wurde er Assistent von André Villas-Boas beim FC Chelsea. Nach Villas-Boas’ Entlassung am 4. März 2012 wurde er zunächst bis Saisonende zum Cheftrainer des FC Chelsea befördert. Er gewann mit seiner Mannschaft den FA Cup und die Champions League gegen den FC Bayern München; Chelsea wäre zuvor unter Villas-Boas fast im Achtelfinale ausgeschieden.
Nach dieser erfolgreichen Zeit als Interimstrainer unterschrieb Di Matteo beim FC Chelsea im Juni 2012 einen neuen Zweijahresvertrag. Nach einer 0:3-Niederlage bei Juventus Turin in der Gruppenphase der Champions League, die das erstmalige Ausscheiden in der Vorrunde für einen Titelverteidiger (bei einer Rekordpunktzahl dafür) bedeutete, wurde er am 21. November 2012 entlassen. Sein Nachfolger wurde Rafael Benítez. Knapp einen Monat später wurde er zum Schweizer Trainer des Jahres gewählt.

### FC Schalke 04
Am 7. Oktober 2014 wurde Di Matteo Nachfolger des zuvor beurlaubten Jens Keller als Cheftrainer des FC Schalke 04. Er erhielt einen bis zum 30. Juni 2017 laufenden Vertrag. Drei Tage nach dem letzten Spieltag der Saison, die der Verein auf dem sechsten Platz beendete, trat Di Matteo am 26. Mai 2015 zurück.

### Aston Villa
Am 3. Juni 2016 gab der englische Club Aston Villa, der in der Saison 2015/16 aus der Premier League abgestiegen war, die Verpflichtung von di Matteo bekannt. Am 3. Oktober 2016 wurde er dort freigestellt, nachdem er mit seiner Mannschaft nach elf Spieltagen mit lediglich einem Sieg auf dem 19. von 24 Plätzen der zweiten Liga stand.

### Erfolge als Trainer

#### West Bromwich Albion
- Aufstieg in die Premier League: 2009/10

#### FC Chelsea
- FA Cup: 2011/12
- UEFA Champions League: 2011/12

#### Persönliche Auszeichnungen als Trainer
- 2012: Sportler des Jahres der Schweiz: Auszeichnung als Bester Trainer

## Sportfunktionär
Im Januar 2023 wurde bekannt, dass Di Matteo vom südkoreanischen Verein Jeonbuk Hyundai Motors als Berater angestellt wurde.

## Sonstiges
- Roberto Di Matteo ist, obwohl in der Schweiz geboren und aufgewachsen, bisher nicht in die Schweiz eingebürgert worden (Stand: Mai 2012).[18][19]
- Nach seiner Spielerkarriere erwarb Di Matteo in der Schweiz ein Diplom in Betriebswirtschaftslehre und absolvierte an der European School of Economics in London einen weiteren BWL-Kurs.[3]
- Di Matteo spricht sechs Sprachen fließend, unter anderem Deutsch, Italienisch und Englisch.[20]
- 1997 erzielte er gegen Middlesbrough im FA-Cup-Finale das schnellste Tor der Finalgeschichte.
- 2000 erzielte er das letzte Tor im alten Wembley-Stadion in einem Cupfinale.
- 2008 war er regelmäßig Studiogast im EM-Studio beim Schweizer Fernsehen.
- Mit seiner englischen Lebenspartnerin hat er drei Kinder, die alle in England geboren wurden.